# Berchișești
Berchișești is een Roemeense gemeente in het district Suceava.
Berchișești telt 2851 inwoners.